# L'estrangulador de Rillington Place
L'estrangulador de Rillington Place (títol original en anglès: 10 Rillington Place) és una pel·lícula britànica dirigida per Richard Fleischer, del 1971. El film explica la història de l'assassí en sèrie "John Christie" a Londres durant els anys 1940. Ha estat doblada al català.

## Argument
Durant la Segona Guerra Mundial, John Christie és un guàrdia urbà que aprofita el seu lloc per donar confiança les seves víctimes i abusar-ne després. Convenç així una coneguda, Muriel Eady, de curar el seu refredat gràcies a un aparell d'inhalació de la seva invenció que ha connectat en un tub a gas. Tan aviat com l'ha adormit, la viola i després l'escanya. Enterra llavors el seu cos al jardí.
Alguns anys després de la guerra, Christie viu jubilat amb la seva dona al 10 Rillington Place. Timothy Evans es canvia de casa amb la seva dona Beryl i el seu bebè Geraldine a un pis superior. La parella discuteix sovint i Christie els ho ha de recordar de vegades. Beryl queda aviat embarassada i, com Timothy no té els mitjans de criar un altre nen, pensa seriosament a avortar. La parella en parla a Christie que els declara que ja ha seguit cursos de medicina i que podria practicar l'avortament a un preu mínim. Aconsegueix convèncer Beryl després Timothy que acaba donant el seu assentiment.
El dia convingut, Christie adorm Beryl amb el seu aparell d'inhalació, la viola després la mata. Quan Timothy torna del seu treball al vespre, li diu que hi ha hagut complicacions i que Beryl és morta. Com Timothy és un ingenu amb un quocient intel·lectual molt baix, aconsegueix convèncer-lo que la policia el podria acusar d'homicidi, a més l'avortament és prohibit. Li aconsella fugir i deixar-lo disposar del cos.
Timothy s'instal·larà amb els pares a Cardiff però el remordiment el rosega. Torna doncs a la policia i declara haver matat accidentalment la seva dona i haver amagat el seu cos a una boca de claveguera davant el seu immoble. La policia no hi troba el cos però comença a escorcollar el 10 Rillington Place. En la cambra dels mals endreços del patí, troba el cos de Beryl Evans i de la seva filla Geraldine. Els dos han estat assassinats.
Quan s'assabenta de la mort de Geraldine, acusa de seguida John Christie d'haver-los assassinat però la policia no ho creu. En el procés que se'n segueix, Christie testimonia contra ell. L'advocat de la defensa intenta demostrar que aquest testimoni no és molt recomanable fent destacar el seu passat. Evans és desgraciadament condemnat a mort i penjat algun temps més tard.
Després de la mort d'Evans, la dona de Christie anuncia al seu marit que se separa. Ell la mata després amagant el seu cos sota el terra de l'apartament. Llavors, ataca algunes prostitutes refent el mateix cop que amb Muriel Eady. El 1953, curt de diners, ven els seus mobles i abandona el seu domicili. Mentrestant, els nous arrendataris del 10 Rillington Place descobreixen els cadàvers als murs del pis. Recercat per la policia britànica, Christie acaba sent interceptat per un bobbie  prop de Putney Bridge.

## Repartiment
- Richard Attenborough: John Christie
- Judy Geeson: Beryl Evans
- John Hurt: Timothy Evans
- Pat Heywood: Ethel Christie
- Isobel Black: Alice
- Phyllis Macmahon: Muriel Eady
- Ray Barron: Willis
- Douglas Blackwell: Jones
- Gabrielle Daze: Sra. Lynch
- Jimmy Gardner: M. Lynch
- Edward Evans: l'inspector
- Tenniel Evans: el sergent
- André Morell: el jutge Lewis
- Robert Hardy: Malcolm Morris
- Geoffrey Chater: Christmas Humphreys

## Al voltant de la pel·lícula
- La pel·lícula ha estat rodada en la verdadera Rillington Place de Londres a qui s'havia donat el nom de Rusten Mews després el tema Christie. Tanmateix, és al número 6 i no al número 10 on ha calgut fer el rodatge. Un any després de l'estrena de la pel·lícula, el carrer ha estat enderrocat per fer lloc a la Westway, una autopista urbana.

## Premis i nominacions
Nominacions
- 1972: BAFTA al millor actor secundari per John Hurt